# Tenemos 18 años
Tenemos 18 años es el primer largometraje como director de Jesús Franco, estrenado en 1959, producido por Luis García Berlanga e interpretado en sus papeles principales por Isana Medel, Terele Pávez y Antonio Ozores.

## Argumento
Incitadas por su primo, dos primas universitarias emprenden un viaje al sur de España en el que esperan vivir todo tipo de aventuras. Al no conseguirlo, optan por imaginárselas y terminan creyendo que han sido secuestradas y encerradas en un siniestro castillo, entre otras historias rocambolescas.